# Diplocentrus mitlae
Espèce
Diplocentrus mitlae est une espèce de scorpions de la famille des Diplocentridae.

## Distribution
Cette espèce est endémique de l'État d'Oaxaca au Mexique. Elle se rencontre vers San Pablo Villa de Mitla.

## Description
Le mâle holotype mesure 51,45 mm.
Diplocentrus mitlae mesure de 50 à 60 mm. Ces scorpions sont de rougeâtre à rouge cuivre.

## Étymologie
Son nom d'espèce lui a été donné en référence au lieu de sa découverte, San Pablo Villa de Mitla.

## Publication originale
- Francke, 1977 : Scorpions of the genus Diplocentrus from Oaxaca, Mexico (Scorpionida, Diplocentridae). Journal of Arachnology, vol. 4, no 3, p. 145-200 (texte intégral).